# Światowy ranking snookerowy 1980/1981
Światowy ranking snookerowy 1980/1981 – lista zawiera 27 zawodników najwyżej sklasyfikowanych w sezonie 1980/1981. Pierwsza szesnastka rankingu ma zapewniony udział w 1. rundzie wszystkich turniejów rankingowych. W każdym z turniejów rankingowych z numerem pierwszym będzie rozstawiany obrońca danego tytułu, z numerem drugim Mistrz świata 1980, Kanadyjczyk Cliff Thorburn, zaś kolejni zawodnicy według kolejności zajmowanej na poniższej liście.
| Poz. | Nazwisko        | Narodowość        |
| ---- | --------------- | ----------------- |
| 1    | Ray Reardon     | Walia             |
| 2    | Cliff Thorburn  | Kanada            |
| 3    | Eddie Charlton  | Australia         |
| 4    | Alex Higgins    | Irlandia Północna |
| 5    | Terry Griffiths | Walia             |
| 6    | Dennis Taylor   | Irlandia Północna |
| 7    | Perrie Mans     | Południowa Afryka |
| 8    | Fred Davis      | Anglia            |
| 9    | David Taylor    | Anglia            |
| 10   | Bill Werbeniuk  | Kanada            |
| 11   | Kirk Stevens    | Kanada            |
| 12   | John Virgo      | Anglia            |
| 13   | Steve Davis     | Anglia            |
| 14   | Doug Mountjoy   | Walia             |
| 15   | r               | Anglia            |
| 16   | Graham Miles    | Anglia            |
| 17   | Jim Wych        | Kanada            |
| 18   | Patsy Fagan     | Irlandia          |
| 19   | John Pulman     | Anglia            |
| 20   | Willie Thorne   | Anglia            |
| 21   | Pat Houlihan    | Anglia            |
| 22   | Rex Williams    | Anglia            |
| 23   | Jim Meadowcroft | Anglia            |
| 24   | John Dunning    | Anglia            |
| 25   | Ian Anderson    | Australia         |
| 26   | Bernard Bennett | Anglia            |
| 27   | Paddy Morgan    | Australia         |